# Amalou (Algeria)
Amalou è un comune dell'Algeria, situato nella provincia di Béjaïa.